# Damias simillima
Damias simillima là một loài bướm đêm thuộc phân họ Arctiinae, họ Erebidae.